# Qualificazioni al campionato europeo maschile di calcio 2020 - Gruppo H

## Classifica
| Squadra  | Pt | G  | V | P | S | GF | GS | DR  |
| -------- | -- | -- | - | - | - | -- | -- | --- |
| Francia  | 25 | 10 | 8 | 1 | 1 | 25 | 6  | +19 |
| Turchia  | 23 | 10 | 7 | 2 | 1 | 18 | 3  | +15 |
| Islanda  | 19 | 10 | 6 | 1 | 3 | 14 | 11 | +3  |
| Albania  | 13 | 10 | 4 | 1 | 5 | 16 | 14 | +2  |
| Andorra  | 4  | 10 | 1 | 1 | 8 | 3  | 20 | -17 |
| Moldavia | 3  | 10 | 1 | 0 | 9 | 4  | 26 | -22 |

## Risultati

### Prima giornata
| Arbitro: | Stieler |

|  |           |                           |
|  | Marcatori | 21’ Yılmaz 55’ Çalhanoğlu |

| Arbitro: | Schärer |

|  |           |                               |
|  | Marcatori | 22’ Bjarnason 80’ Kjartansson |

| Arbitro: | Stavrev |

|            |           |                                                |
| Ambros 89’ | Marcatori | 24’ Griezmann 27’ Varane 36’ Giroud 87’ Mbappé |

### Seconda giornata
| Arbitro: | Bojko |

|                                       |           |  |
| Kaldırım 24’ Tosun 26’, 53’ Ayhan 70’ | Marcatori |  |

| Arbitro: | Glova |

|  |           |                                    |
|  | Marcatori | 21’ Sadiku 87’ Balaj 90+6’ Abrashi |

| Arbitro: | Kovács |

|                                                |           |  |
| Umtiti 12’ Giroud 68’ Mbappé 78’ Griezmann 84’ | Marcatori |  |

### Terza giornata
| Arbitro: | Madden |

|                 |           |  |
| Guðmundsson 22’ | Marcatori |  |

| Arbitro: | Pandžić |

|          |           |  |
| Armaș 8’ | Marcatori |  |

| Arbitro: | Skomina |

|                     |           |  |
| Ayhan 30’ Ünder 40’ | Marcatori |  |

### Quarta giornata
| Arbitro: | Nevalainen |

|                               |           |  |
| Çikalleshi 66’ Ramadani 90+3’ | Marcatori |  |

| Arbitro: | Jović |

|  |           |                                                   |
|  | Marcatori | 11’ Mbappé 30’ Ben Yedder 45+1’ Thauvin 60’ Zouma |

| Arbitro: | Marciniak |

|                        |           |           |
| R. Sigurðsson 21’, 32’ | Marcatori | 40’ Toköz |

### Quinta giornata
| Arbitro: | Silva Pinheiro |

|                                             |           |  |
| Sigþórsson 31’ Bjarnason 55’ Böðvarsson 77’ | Marcatori |  |

| Arbitro: | Gil Manzano |

|                                    |           |                       |
| Coman 8’, 68’ Giroud 27’ Ikoné 85’ | Marcatori | 90’ (rig.) Çikalleshi |

| Arbitro: | Robertson |

|           |           |  |
| Tufan 89’ | Marcatori |  |

### Sesta giornata
| Arbitro: | Kružliak |

|                                                |           |                                  |
| Dermaku 32’ Hysaj 52’ Roshi 79’ Çikalleshi 83’ | Marcatori | 47’ G. Sigurðsson 58’ Sigþórsson |

| Arbitro: | Balakin |

|                                        |           |  |
| Coman 18’ Lenglet 52’ Ben Yedder 90+1’ | Marcatori |  |

| Arbitro: | Massa |

|  |           |                                     |
|  | Marcatori | 37’, 79’ Tosun 57’ Türüç 88’ Yazıcı |

### Settima giornata
| Arbitro: | Lardot |

|           |           |  |
| Vales 63’ | Marcatori |  |

| Arbitro: | Rocchi |

|  |           |                   |
|  | Marcatori | 66’ (rig.) Giroud |

| Arbitro: | Hațegan |

|           |           |  |
| Tosun 90’ | Marcatori |  |

### Ottava giornata
| Arbitro: | Brych |

|            |           |           |
| Giroud 76’ | Marcatori | 82’ Ayhan |

| Arbitro: | Bognár |

|                                  |           |  |
| A. Sigurðsson 38’ Sigþórsson 65’ | Marcatori |  |

| Arbitro: | Kavanagh |

|  |           |                                              |
|  | Marcatori | 22’ Çikalleshi 34’ Bare 40’ Trashi 90’ Manaj |

### Nona giornata
| Istanbul 14 novembre 2019, ore 18:00 CET | Turchia | 0 – 0 referto | Islanda | Türk Telekom Arena (48 329 spett.)\| Arbitro: \| Taylor \| |
| Arbitro:                                 | Taylor  |               |         |                                                            |

| Arbitro: | Tohver |

|                    |           |                   |
| Balaj 6’ Manaj 55’ | Marcatori | 18’, 48’ Martínez |

| Arbitro: | Mažeika |

|                              |           |         |
| Varane 35’ Giroud 79’ (rig.) | Marcatori | 9’ Rață |

### Decima giornata
| Arbitro: | Vinčić |

|  |           |                          |
|  | Marcatori | 9’ Tolisso 30’ Griezmann |

| Arbitro: | Kružliak |

|  |           |                      |
|  | Marcatori | 17’, 21’ (rig.) Ünal |

| Arbitro: | Královec |

|                |           |                              |
| Milinceanu 56’ | Marcatori | 17’ Bjarnason 65’ Sigurðsson |

## Classifica marcatori
6 reti
- Olivier Giroud (2 rigori)

5 reti
- Cenk Tosun

4 reti
- Sokol Çikalleshi (1 rigore)

3 reti
- Kingsley Coman
- Antoine Griezmann

- Kylian Mbappé
- Birkir Bjarnason

- Kolbeinn Sigþórsson
- Kaan Ayhan

2 reti
- Bekim Balaj
- Rey Manaj
- Cristian Martínez

- Wissam Ben Yedder
- Raphaël Varane
- Gylfi Sigurðsson

- Ragnar Sigurðsson
- Enes Ünal (1 rigore)

1 rete
- Amir Abrashi
- Keidi Bare
- Kastriot Dermaku
- Elseid Hysaj
- Ylber Ramadani
- Odise Roshi
- Armando Sadiku
- Lorenc Trashi
- Marc Vales
- Jonathan Ikoné
- Clément Lenglet

- Florian Thauvin
- Corentin Tolisso
- Samuel Umtiti
- Kurt Zouma
- Jón Daði Böðvarsson
- Jóhann Berg Guðmundsson
- Viðar Örn Kjartansson
- Arnór Sigurðsson
- Vladimir Ambros
- Igor Armaș
- Nicolae Milinceanu

- Vadim Rață
- Hakan Çalhanoğlu
- Hasan Ali Kaldırım
- Dorukhan Toköz
- Ozan Tufan
- Deniz Türüç
- Cengiz Ünder
- Yusuf Yazıcı
- Burak Yılmaz